# Pavel Roudakov
Pavel Vassilevitch Roudakov (russe : Павел Васильевич Рудаков), née le 15 juillet 1915 à Toula et morte le 16 janvier 1993 à Saint-Pétersbourg, était un musicien (joueur de concertina) et acteur de cinéma soviétique, membre du duo estrada de Roudakov & Netchaev, qui était populaire dans les années 1950. Il était l'artiste méritant de la république socialiste fédérative soviétique de Russie (1961).

## Enfance et jeunesse
Pavel Roudakov est né à Toula le 15 juillet 1915. Il a travaillé à l'usine d'armes de Tula, puis - au cirque et à la salle philharmonie. Il a combattu pendant la Seconde Guerre mondiale.

## Duo Roudakov & Netchaev
Il a rencontré Veniamin Netchaev à Khabarovsk pendant leur service militaire dans les années d'après-guerre. Après la démobilisation, ils ont travaillé au Philharmonie extrême-orientale pendant environ trois ans.
En 1948, Roudakov et Netchaev forment un duo d'estrada et donnent leur premier concert à Léningrad. Ils se sont accompagnés; les paroles pour eux ont été écrites par Konstantinov, Ratser, Greï, Merlin. Des paroles ont été écrites sur des questions d'actualité (dans le journal le matin – en vers le soir) façonnant ainsi la popularité du duo qui était devenu l'un des signes des temps du dégel de Khrouchtchev. Même Nikita Khrouchtchev lui-même a traité Roudakov et Netchaev avec sympathie; les artistes ont été invités à d'importantes réunions sur les questions culturelles.
En 1962, le duo est dissous. Le duo a été réuni une fois spécialement pour le tournage de Moscou ne croit pas aux larmes - le réalisateur les a invités à participer au film, en vue de recréer l'atmosphère des années 1950.

## Des années plus tard et la mort
Après 1962, Roudakov a travaillé sur une carrière solo et a été le mentor d'artistes de la nouvelle génération. Il est décédé le 16 janvier 1993 à Saint-Pétersbourg.

## Filmographie
- 1958 : La rue est pleine d'imprévus (Улица полна неожиданностей)[4] : homme ivre au poste de police[5] ;
- 1959 : N'ayez pas cent roubles (Не имей сто рублей...)[6] : Vasiliï Gouliaev[5] ;
- 1968 : Frapper! Frapper encore! (Удар! Ещё удар!) de Viktor Sadovski (ru) : fan de football[5] ;
- 1980 : Moscou ne croit pas aux larmes[7] : caméo[5] ;
- 1990 : Les Yeux en papier de Prichvine (Бумажные глаза Пришвина)[8] : Lev Choutov[5].